# Pedro Sarmiento y Verdejo
Pedro Sarmiento y Verdejo (Madrid, 23 de octubre de 1818-Madrid, 11 de febrero de 1882) fue un flautista y profesor de música español.

## Biografía
Nació en Madrid en 1818. Hijo de una familia distinguida, recibió su primera instrucción en el colegio de San Isidro, donde cursó seis años de latín, lógica y retórica. Habiendo mostrado desde sus primeros años disposición para el estudio de la música, fue admitido en el Conservatorio de Música de Madrid cuando se fundó, después de haber estudiado dos años de solfeo con el profesor Salvador Pacandarios. En el conservatorio tuvo por maestros a Baltasar Saldoni, Pedro Albéniz y Magín Jardín, y siempre obtuvo el primer premio en la clase de flauta. «Su habilidad en este instrumento habia llegado ya á tal grado, que el 30 de Junio de 1844 se presentó á oposicion á la plaza de primer flauta supernumerario de la Real Capilla de S. M, y le fue adjudicada por unanimidad», reseña José Parada y Barreto en su Diccionario técnico, histórico y biográfico de la música. El 11 de octubre de 1851, fue nombrado profesor supernumerario del conservatorio, y el 24 de septiembre de 1857 le fue conferida en propiedad dicha plaza por la jubilación de Jardín. Al fallecer Juan Ficher, le fue otorgada la plaza de primer flauta de la Real Capilla.
Hizo varios viajes artísticos desde 1842 hasta 1845, que le condujeron a dar conciertos por las principales capitales de España. «[...] alcanzando por todas partes grandes triunfods y ovaciones como una notabilidad en la flauta, cuya ejecucion asombrosa escitó la admiracion y el entusiasmo de cuantos aficionados é inteligentes tuvieron ocasion de oirle», abunda Parada y Barreto. Además de para los teatros de la corte, fue también primer flauta del Teatro Real y de la Sociedad de Conciertos. Parada y Barreto ahonda en los elogios a su maestría musical con las siguientes palabras:

Como flautista, este artista ha llegado á colocarse á una altura colosal, por lo que hace al completo dominio de su instrumento, al volúmen, dulzura y suavidad del sonido, al buen timbre de este mismo y á la admirable perfeccion, seguridad y aplomo con que ejecuta cuantas dificultades, por intrincadas que sean, puedan presentarse en la música escrita para flauta.

Su talento este dificil instrumento raya al nivel de los Monasterios, Vieuxtemps, Thalberg y otros que figuran hoy, aunque en otro sentido, á la cabeza de los primeros instrumentistas de Eruopa.

Es un artista de primer órden, que reune todas las circunstancias de una articulacion perfectísima, de un mecanismo consumado y de una posesion completa del instrumento tierno y espresivo.

Su maravillosa ejecucion presenta todos los matices de los mas bellos efectos que pueden producirse con la flauta, y subyuga y domina la lectura de la música, por difícil y complicada que sea, con una facilidad y una exactitud admirables.
Parada y Barreto

Sarmiento falleció en Madrid en 1882.